# Nesocore fidicina
Nesocore fidicina är en insektsart som beskrevs av George Willis Kirkaldy 1907. Nesocore fidicina ingår i släktet Nesocore och familjen Derbidae. Inga underarter finns listade i Catalogue of Life.